# Kerikeri
Kerikeri är den största staden i Northland, Nya Zeeland. Staden är ett populärt turistmål, ungefär tre timmars bilfärd norr om Auckland, och 80 kilometer norr om den norra regionens största stad, Whangarei. Den kallas ofta för nationens vagga och är platsen för den första permanenta missionsstationen i landet. Här finns några av landets mest historiska byggnader.

## Tillkomst
Byn grundades av Nya Zeelands banbrytande missionärer, som kallade den för Gloucestertown eller Gloucester Town, men inget av dessa namn används idag. Namnet Kerikeri som är Maori stavades och uttalas som Keddi Keddi eller som kiddee kiddee. Nuförtiden uttalas stadens namn som Kerry Kerry.
År 1814 förvärvade Samuel Marsden mark i Kerikeri av Maorihövdingen Hongi Hika till Church Mission Society. Betalningen var fyrtioåtta yxor. Beskyddare av missionsstationen i Kerikeri var hövdingen, Ruatara, en brorson till Hongi Hika. 
Kerikeri var första platsen i Nya Zeeland, där vinrankor planterades. Samuel Marsden planterade 100 vinstockar den 25 september 1819 och noterade i sin dagbok att Nya Zeeland verkade vara en mycket gynnsam plats för vinstockar. Plogen användes först i Nya Zeeland på Kerikeri, av pastor John Gare Butler, den 3 maj 1820.

## Historiska byggnader
- Kerikeri Mission House är Nya Zeelands äldsta byggnad och är byggd av kauriträ.
- St. James Church är en träkyrka invigd 1878 och har föregåtts av två tidigare kyrkor.
- Stone Store är uppförd åren 1832-1836 och är Nya Zeelands äldsta stenbyggnad.

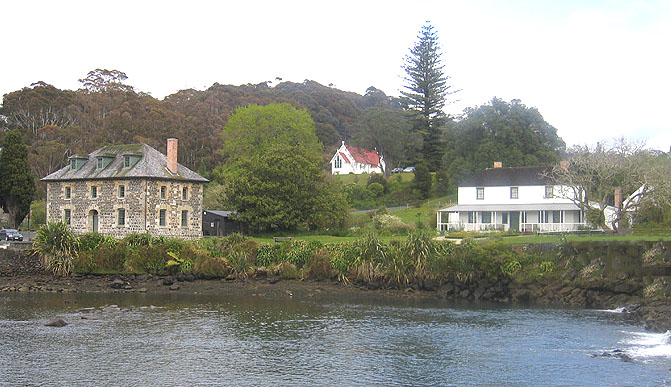
Historiska byggnader i Kerikeri sedda från Kerikerifloden. Till vänster syns Stone Store och till höger syns Kerikeri Mission House och längre bort i mitten syns St. James Church.